# 私をくいとめて
『私をくいとめて』（わたしをくいとめて）は、綿矢りさによる小説、及びそれを原作とする日本映画。『朝日新聞』の夕刊に2016年4月 - 12月まで連載。2017年1月6日に朝日新聞出版から刊行されたのち、2020年2月7日に文庫化された。
2020年12月18日に実写映画版が公開。第33回東京国際映画祭「TOKYOプレミア2020」部⾨出品作品。

## あらすじ
黒田みつ子は、いわゆる“おひとりさま”生活を満喫している32歳。周囲の干渉が耳に届かないわけではないが、自分の行動も悩みも、迷いが生じた時は脳内にいる『相談役「A」』に相談する。「A」はいつでもみつ子の味方で、傷つけることも孤立させることもしない。正しいアンサーを選択してくれる「A」と一緒にこの先も心地よい“おひとりさま”が続くのだと思っていたのだが、ある日、年下の営業マン・多田くんに恋をした。アラサーの自分から年下の男性にアプローチすることに戸惑いつつも、きっと両想いに違いないと信じて自分の意志で一歩踏み出すことにする。

## 書誌情報
- 単行本
  - 2017年1月6日、朝日新聞出版、ISBN 978-4-022-51445-5
- 文庫
  - 2020年2月7日、朝日文庫、ISBN 978-4-022-64949-2

## 映画
2020年12月18日公開。監督・脚本は大九明子、主演はのん。
のんと橋本愛は2013年のNHK連続テレビ小説『あまちゃん』で親友役を演じて以来、7年ぶりの共演となる。第33回東京国際映画祭のTOKYOプレミア2020で、2020年11月5日及び11月7日にワールドプレミア上映された。

### キャスト
- 黒田みつ子：のん
- 多田くん：林遣都
- ノゾミさん：臼田あさ美
- カーター：若林拓也
- 前野朋哉[7]
- 山田真歩[7]
- 吉住（本人役）：吉住
- コロッケ屋店主：岡野陽一
- A：中村倫也（声の出演）[8]
- 澤田：片桐はいり[9]
- 皐月：橋本愛[10]

### スタッフ
- 原作：綿矢りさ『私をくいとめて』（朝日文庫 / 朝日新聞出版刊）
- 監督・脚本：大九明子
- 音楽：高野正樹
- 劇中歌：大滝詠一「君は天然色」（THE NIAGARA ENTERPRISES.）[11]
- 製作：鳥羽乾二郎、多湖慎一、與田尚志、永田勝美、川村岬、竹内力
- エグゼクティブプロデューサー：福家康孝
- 企画・プロデュース：谷戸豊
- プロデューサー：永井拓郎、中島裕作、矢野義隆
- アソシエイトプロデューサー：福嶋更一郎、菅谷英智
- ラインプロデューサー：氏家英樹
- 撮影：中村夏葉
- 照明：常谷良男
- 美術・装飾：作原文子
- 録音：小宮元
- 編集：米田博之
- 音響効果：岡部泰輝
- CG / VFX：高橋良明
- 衣装：宮本茉莉
- ヘアメイク：清水美穂
- 助監督：成瀬朋一
- 制作担当：原田博志
- 宣伝プロデューサー：滝口彩香
- 制作プロダクション：RIKIプロジェクト
- 企画協力：猿と蛇
- 製作幹事・配給：日活
- 製作：『私をくいとめて』製作委員会

### 受賞
- 第33回東京国際映画祭TOKYOプレミア2020部門観客賞 / 東京都知事賞[12]
- 第30回日本映画批評家大賞
  - 監督賞（大九明子）
  - 主演女優賞（のん）[13]

### 海外映画祭
- ファンタジア国際映画祭 Official Selection 2021招待作品（ケベックプレミア）[14]
- 第11回北京国際映画祭 北京フィルムパノラマ部門 招待作品[15]
- 第23回ウディネファーイースト映画祭 コンペティション部門 招待作品[16]
- 第24回上海国際映画祭 インターナショナルパノラマ部門 VIVA LA FESTIVAL 招待作品[17]

### その他
- WEBアニメ『モモウメ』とのコラボレーションにより、2020年12月10日18時から24時間限定で映画公式サイトにある黒田みつ子のキービジュアルがモモに切り替わった。また、2020年12月24日と12月25日の来場者特典としてモモウメのオリジナルステッカーが配布された。
- マルコメ株式会社とのコラボ「恋愛発酵学会」2020年11月24日始動。
- 日本映画専門チャンネル(BS255)にて、2022年2月22日から、映画「Ribbon」劇場公開予定を記念してTV放送される。
- フランスで2022年7月20日から『Tempura』（天ぷら）というタイトルで公開され、初週で1万5000人を動員した[18]。